# ボルグワーナー
ボルグワーナーまたはボーグワーナー（英: BorgWarner）は、アメリカ合衆国の自動車部品メーカーの一つである。ミシガン州オーバーンヒルズに本社を置き、2010年度の売上高は56.5億USドル。従業員は全世界で1万7400人を擁する。ニューヨーク証券取引所に上場しており、ティッカーシンボルはBWA。
1928年から1929年にかけて行われたチェーン、歯車、クラッチ等の有力な部品メーカーの大合同により成立した。変速機に代表される動力伝達機構の開発・生産を手掛ける大手企業であり、1940年代からオートマチックトランスミッション開発に取り組んだ先駆的存在でもある。
インディ500では優勝者に毎年ボルグワーナーがトロフィーを贈呈している。

## 略歴
- 1880年 - Morse Equalizing Spring Company（後のモース・チェーン、Morse Chain）創業。
- 1901年 - ワーナー・ギア（Warner Gear）創業。
- 1904年 - ボルグ&ベック（Borg & Beck）創業。
- 1909年 - Warner Gear社、マニュアルトランスミッションを生産。
- 1928年 - Borg & Beck、マーベル・シェブラー（Marvel-Schebler）、Warner Gear、メカニクス・ユニバーサル・ジョイント（Mechanics Universal Joint）の4社が合併し、ボルグワーナーが発足。
- 1929年 - Morse Chain社、ボルグワーナー社に加入
- 1950年 - フォード・モーターに3速オートマチックトランスミッション「フォードO-Matic」を納入
- 1956年 - シボレー・コルベット向けに4速マニュアルトランスミッションを納入
- 1961年 - アメリカ市場の中型6気筒車向けを想定した「BW-35」3速オートマチックトランスミッションを完成。基本構成の優秀さから欧州車や日本車にも広く採用され、約30年にわたって生産の続くロングセラー製品となった
- 1965年 - ハイボチェーン量産開始。静粛・高速伝導を狙ってエンジンカムチェーン向けに開発されたが、構造上異物に弱くエンジンカムチェーンには使えず、本格的普及にはトランスファー駆動用チェーンへの採用まで待たなければならなかった。
- 1964年 - 日本精工（NSK）との合弁会社・NSKワーナーを設立。
- 1970年 - アイシン精機（現・アイシン）との合弁会社・アイシンワーナー設立（後に合弁を解消しアイシン・エィ・ダブリュに改称。その後、経営統合により現・アイシン）。椿本チエインとの合弁会社・椿本モールス設立（大阪府大東市）。
- 1973年 - サイレントチェーンで駆動するフルタイム四輪駆動用トランスファー「クオドラトラック」開発。
- 1974年 - 無段変速機（CVT）開発に着手。
- 1976年 - 椿本モールス、三重県名張市に名張工場竣工。2輪車エンジンカム駆動用サイレントチェーン・産業用サイレントチェーン・エマソンブランドの産業用モータ減速機の生産を行う。同年に発売されたフルタイム四輪駆動用トランスファー「クオドラトラック」、AMC（ジープ）・ワゴニアなどに搭載される。
- 1980年 - 三菱・フォルテ4WDのトランスファー駆動用チェーンにハイボチェーンが採用される。同車に使われたトランスファーはデリカスターワゴン4WDやパジェロにも搭載され、合弁解消後における同工場躍進の礎となった。
- 1982年 - ボーグワーナー本社、T5トランスミッションを世界同時発売。小型軽量ながら大トルク対応のため、S130系ダットサン・280ZXターボ（北米仕様）やAMC・ジープCJ-7（英語版）、ポンティアック・ファイヤーバードなどに搭載される。その後フォード・マスタングやシボレー・アストロなど、適用車種が増える
- 1984年 - 椿本チエインの資本撤退により、椿本モールス名張工場がボーグワーナー・オートモーティブジャパン（現・ボルグワーナー・モールステックジャパン）となる。
- 1985年 - 4WDトランスファ用ハイボチェーンの需要急伸、事業の躍進始まる。
- 1987年 - イタリア・レジーナ社と合弁でローラーチェーン工場「レジーナ・ワーナー」を設立
- 1988年 - NSKワーナー、カムクラッチの量産をボーグワーナー・オートモーティブジャパンから継承する。
- 1991年 - ボーグワーナー・オートモーティブジャパン、日本国内を中心とした需要増加（4駆ブーム）に伴って第二工場を増設。また、開発工場・実験設備を拡充し商品開発強化に乗り出す。
- 1994年 - ボーグワーナー本社、湿式多板クラッチを使用したトルクスプリットトランスファー「トルク・オン・デマンド」商品化
- 1996年 - 独KKK社（Kühnle Kopp und Kausch）買収、同社をボルグワーナー・ターボシステムズ社とする。レジーナワーナー社が完全子会社化され、ボルグワーナー・モールステックヨーロッパとする。
- 1997年 - ボーグワーナー・オートモーティブジャパンがISO9001取得。
- 1998年 - ボーグワーナー・オートモーティブジャパン、四輪車エンジンカム駆動用サイレントチェーン関連事業による業容拡大と災害対策を目的として第三工場を増設。
- 1999年 - ボーグワーナー・オートモーティブジャパンが四輪車エンジンカム駆動用サイレントチェーン関連事業への本格参入第一弾としてホンダ・S2000向けに生産・納入開始。同年トヨタ・プリウスのTHS駆動用ハイボチェーン納入開始。
- 2002年 - ボーグワーナー・オートモーティブジャパン、ボルグワーナー・モールステックジャパンに社名変更。
- 2004年 - ボルグワーナー・モールステックジャパンTS16949認証登録。同年、隣町の三重県名賀郡青山町（現在の伊賀市）伊勢路に分工場竣工。
- 2005年 - ボルグワーナー・モールステックジャパン、名古屋支社を名鉄名古屋駅前に開設。アジア地区における営業（商業開発・用途開発）拠点となる。
- 2006年 - 日立製作所との業務提携解消に伴い、ボルグワーナー・ターボシステムズ社、日本支社を東京に開設（ボルグワーナー・モールステックジャパン東京支社と同居）同年、東京支社を日本橋へ移転拡張する。
- 2008年 - ボルグワーナー・モールステックジャパン、日本橋にあった東京支社を新横浜駅前へさらに移転拡張、新横浜支社とする。

## 主な製品
- トランスミッション
- ターボチャージャー - 旧KKK社（ドイツ語版）
- 可変バルブタイミング機構
- 四輪駆動用トランスファー

いすゞ・ビッグホーンの末期モデルやフォード・エクスプローラーにトルクスプリッター内蔵の「トルク・オン・デマンド」を採用
- 電子スロットル
- 排気再循環（EGR）機構
- 二次過給システム
- 丸ピン式サイレントチェーン - リンクプレートの穴と円筒ピンとの摺動で屈曲が行われるサイレントチェーンである。2輪車のエンジンカムシャフト駆動用として1976年より使用されている。VCコーティングされたピンやバレル研磨工程の長いリンクプレートを持つ4輪車向けは1999年より生産されている。同ピッチ・同幅なら、2輪車向けより4輪車向けカムチェーンの方が高強度・低騒音である（2輪車用と4輪車用とで同一プロファイルのチェーンが存在する。75⇔101、82/92⇔96/104だが、幅はそれぞれのモデルによって違いがある）。
- Hy-Vo（ハイボ）チェーン - 2分割されたピンを持ち、分割ピン同士の転がりによって屈曲が行われるサイレントチェーンである。異型穴によってリンクプレートとピンとの摺動は無い。リンクプレートと摺動しないため屈曲抵抗が極度に少ない。ただ分割ピン間に異物が噛み込むと容易に排出できず抵抗増大や破壊の要因となる。駆動時に屈曲による熱を帯びにくいという特性を生かして自社製トランスファー向けから始まり、現在はTHSにも搭載されている。
- ドイツBERU点火プラグ
- イタリアレジーナチェーン

## 主な業務・技術提携
- 多板クラッチ - 神鋼電機、NSKワーナー
- カムクラッチ - NSKワーナー

### 解消された業務・技術提携
- オートマチックトランスミッション - アイシン
- サイレントチェーン - 椿本チエイン
- ターボチャージャー - 日立製作所